# 凯利·托赫斯特
凯利·简·托赫斯特（1978年8月23日—）是一位英国保守党政治人物，现任運輸部政務次官、国会罗彻斯特和斯特鲁德选区议员。曾任政府助理党鞭、商务大臣国会私人秘书、国际发展大臣国会私人秘书、中小企业、消费者和企业责任政务次官、肯特郡梅德韦区议会西罗切斯特选区议员。支持英国留欧。

## 早年经历
托赫斯特是罗切斯特船舶建筑业者莫里斯·托赫斯特的女儿，在当地柴普特高中接受教育。自2008年始，她与父亲一起经营一家名为托赫斯特协会的海洋调查公司，在此之前她从事市场营销工作。 